# Emoia erronan
Espèce
Statut de conservation UICN

 VU D2 : Vulnérable
Emoia erronan est une espèce de sauriens de la famille des Scincidae.

## Répartition
Cette espèce est endémique de Futuna au Vanuatu.

## Étymologie
Cette espèce est nommée en référence au lieu de sa découverte : Erronan étant l'ancien nom de Futuna.

## Publication originale
- Brown, 1991  : Lizards of the genus Emoia (Scincidae) with observations on their evolution and biogeography.  Memoirs Of The California Academy Of Sciences, vol. 15, p. 1-94 (texte intégral).